# 939
939 (CMXXXIX) var ett normalår som började en tisdag i den julianska kalendern.

## Händelser

### Juli
- 14 juli – Sedan Leo VII har avlidit dagen innan väljs Stefan VIII till påve.[1]

### Oktober
- 27 oktober – Vid Æthelstan den ärorikes död efterträds han som kung av England av sin bror Edmund.

## Födda
- Hugo Capet, kung av Frankrike 987–996 (född omkring detta eller nästa år)
- Song Taizong, kinesisk kejsare

## Avlidna
- 13 juli – Leo VII, påve sedan 936
- 27 oktober – Æthelstan den ärorike, kung av Wessex 924–927 och av England sedan 927